# Рудольф Дюблер
Рудольф Дюблер (нім. Rudolf Dübler; 12 жовтня 1921, Грайц — ?) — німецький офіцер-підводник, оберлейтенант-цур-зее крігсмаріне.

## Біографія
1 грудня 1939 року вступив на флот. Пройшов тривалу підготовку, в тому числі в травні-вересні 1941 року — практику вахтового офіцера на підводному човні U-203, у вересні-листопаді — на U-83. З травня 1942 року — допоміжний вахтовий офіцер на підводному човні U-464. З липня 1942 року — 2-й вахтовий офіцер на U-81. З 10 листопада 1943 по 5 травня 1945 року — командир U-1101. В травні 1945 року взятий в полон і призначений командиром патруля військової поліції порядку. З серпня 1945 року — командир групи службової групи ВМС «Шлезвіг-Гольштейн» 13-ї десантної флотилії. 30 серпня 1946 року звільнений з полону.

## Звання
- Кандидат в офіцери (1 грудня 1939)
- Морський кадет (1 травня 1940)
- Фенріх-цур-зее (1 листопада 1940)
- Оберфенріх-цур-зее (1 листопада 1941)
- Лейтенант-цур-зее (1 травня 1942)
- Оберлейтенант-цур-зее (1 грудня 1943)

## Нагороди
- Нагрудний знак підводника (1 серпня 1941)
- Залізний хрест
  - 2-го класу (листопад 1941)
  - 1-го класу (22 грудня 1942)
- Фронтова планка підводника в бронзі